# 9871 Jeon
9871 Jeon eller 1992 DG1 är en asteroid i huvudbältet som upptäcktes den 28 februari 1992 av de båda japanska astronomerna Kazuro Watanabe och Tetsuya Fujii vid Kitami-observatoriet. Den är uppkallad efter Jeon San-Woon.
Asteroiden har en diameter på ungefär 4 kilometer.